# Bronkie
Bronkie betegner i anatomien de forgreninger, som tilsammen danner bronkietræet i lungerne. Startende med hovedbronkierne, der afslutter luftrøret (trachea) og begynder henholdsvis venstre og højre lunge.
Hver lungelap modtager en lapbronkie, dvs. en overlaps- og underlapsbronkie på begge sider, samt en mellemlapsbronkie til højre lunge. Disse deler sig i segmentbronkier til de 10 bronko pulmonale segmenter i hver lunge. Under den stadige forgrening bliver bronkierne mindre og mindre, indtil de når en diameter på ca. 1 mm, og går over i bronkiolerne, som til slut ender i lungeblærer (alveoler). Bronkierne er omgivet af bruskringe hvis formål er at holde luftvejene åbne.
Bronkiernes vægge er opbyggede af et skelet af uregelmæssigt brusk, inden for hvilken der er en ring af glat muskulatur; herunder findes slimhinden med slimproducerende kirtler i væggen, og inderst beklædes slimhinden af respiratins epitel med slimproducerende celler og cilier.